# Numero Uno (casa discografica)
La Numero Uno è stata una casa discografica creata da un gruppo di autori e musicisti precedentemente legati alla Dischi Ricordi, in seguito a dissensi artistici con la casa madre.

## Storia
Giulio Rapetti, in arte Mogol, suo padre Mariano, in arte Calibi, il produttore Alessandro Colombini, Lucio Battisti e Franco Daldello fondarono nella primavera del 1969 la casa discografica in società con la seguente ripartizione delle quote: 31,3 % a testa per Mogol, Calibi e Colombini, 3% a testa per Battisti e Daldello; come responsabile della promozione venne assunta Mara Maionchi, che ricopriva lo stesso ruolo alla Ariston Records e come sua vice Manuela Mantegazza, mentre come responsabile dell'Ufficio Stampa fu assunta Antonella Camera (anche lei proveniente dalla Ricordi) con l'aiuto di Claudio Bonivento mentre Antonio Coni divenne il responsabile dell'Ufficio Amministrativo; alla fine del 1971 Colombini ritornò alla Ricordi e le sue quote furono ripartite tra gli altri soci.
Grazie ad accordi intercorsi con Ennio Melis, venne distribuita dalla RCA Italiana. Il logo della Numero Uno (un numero uno di colore bianco in un cerchio arancione, su fondo verde) fu ideato da Guido Crepax. La sede era a Milano in Galleria del Corso.
Il primo 45 giri fu pubblicato alla fine dell'estate 1969: si tratta di Questo folle sentimento/Avevo una bambola della Formula 3, un gruppo rock d'avanguardia appena costituitosi, tra i primi acquisti della casa discografica. Accanto alla Formula 3 vennero lanciati Edoardo Bennato, il gruppo fiorentino La Verde Stagione, l'Anonima Sound, di cui faceva parte il giovane Ivan Graziani e il duo dei Computers. Lucio Battisti, pur partecipando agli utili come azionista, fino al 1971 continuò a incidere per la Ricordi per motivi contrattuali.
Tra i musicisti che collaborarono con la casa discografica ricordiamo Carlo Donida, anch'egli distaccatosi dalla Ricordi, autore di successi sanremesi come Al di là, ma anche di Prigioniero del mondo e La compagnia, tra i pochi brani di altro autore mai eseguiti da Battisti, a lui si affiancarono giovani e promettenti autori come Alberto Salerno e Massimo Salerno, Mario Lavezzi, il bassista Damiano Dattoli, Bruno Tavernese e Oscar Prudente.
Successivamente la casa discografica riuscì a mettere sotto contratto artisti già affermati, come Tony Renis e il cantautore genovese Bruno Lauzi, reduce dalla Ariston, che esordisce con un 45 giri contenente due brani di Mogol-Battisti, Mary oh Mary e E penso a te, quest'ultima destinata col tempo a diventare un classico della canzone italiana.
Negli anni dal 1971 al 1973, nei quali iniziò ad avvalersi degli enormi successi di vendita di Lucio Battisti, la Numero uno tenne a battesimo e valorizzò numerosi giovani talenti della musica italiana, quali la Premiata Forneria Marconi, Adriano Pappalardo ed Eugenio Finardi; negli anni seguenti arriva il successo di Toni Esposito e di Ivan Graziani, già chitarrista di Battisti.
L'autonomia imprenditoriale della casa discografica cessò alla fine del 1974, quando venne ceduta per la somma di 400 milioni di lire alla RCA Italiana; l'etichetta è sopravvissuta solo come marchio fino al 1998, continuando a pubblicare la maggior parte dei dischi di Lucio Battisti. Nel 2020 il marchio è stato riproposto dalla Sony Music come RCA Numero Uno con la pubblicazione di alcuni album di Colapesce e Dimartino, Iosonouncane, La Rappresentante di Lista e Gianluca De Rubertis.